# Jacques Pierre Charles Abbatucci
Jacques Pierre Charles Abbatucci (21. prosince 1791, Zicavo – 11. listopadu 1857, Paříž) byl francouzský politik.

## Životopis
Jeho otcem byl Jacques Pierre Charles Pascal Abbatucci, generální konzul v Benátkách, a jeho dědem z otcovy strany byl generál Jacques Pierre Abbatucci. Generálem byl i jeho strýc Jean Charles Abbatucci. Studoval Napoleonovo lyceum, kde byl jeho spolužákem pozdější přítel Odilon Barrot, a pak od roku 1808 univerzitu v Pise. Na rodnou Korsiku se vrátil v roce 1811. V roce 1815 po restauraci Bourbonů, již podporoval, získal úřad podprefekta a v roce 1816 královského prokurátora u soudního dvora v Sartène. V roce 1819 se stal přísedícím soudního dvora v Bastii.
Do politického života se naplno zapojil po Červencové revoluci v roce 1830, kdy začal podporovat nového krále Ludvíka Filipa. V roce 1830 se stal předsedou soudního dvora v Orléans a zároveň poslancem parlamentu za Korsiku. V dalších volbách v roce 1831 ve volebním obvodu Ajaccio byl poražen, v roce 1834 nekandidoval. V roce 1839 byl zvolen za Loiret a znovu zvolen byl i roce 1842 i v roce 1846 i v dubnu 1848. Podporoval kandidáta na prezidenta Ludvíka Napoleona. Po převratu v roce 1851, kdy se tento prohlásil císařem, jej nadále podporoval, a byl jmenován ministrem spravedlnosti. Zemřel v Paříži, ale pohřben byl v rodném Zicavu.